# Teges Wetan
Teges Wetan is een bestuurslaag in het regentschap Wonosobo van de provincie Midden-Java, Indonesië. Teges Wetan telt 2285 inwoners (volkstelling 2010).